# Ostrakon

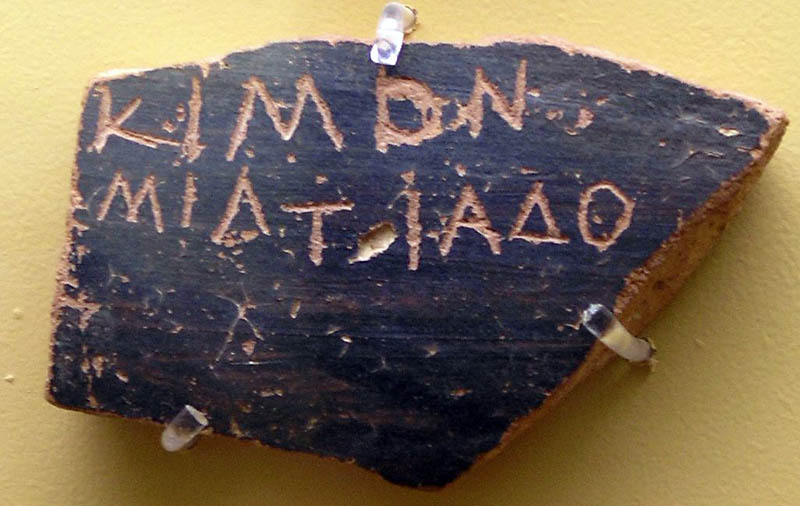
Ostrakon som omnämner Kimon, en atensk statssman.

Ostrakon (grekiska: ὄστρακον ostrakon, plural ὄστρακα ostraka) är en bit av en krukskiva eller stenföremål. Vanligtvis kan ett ostrakon komma från en avslagen del av en vas eller annat liknande kärlföremål. Arkeologin uppmärksammar de skrifttecken eller bitar av text som återfinns på en del ostraka.
De verkar ha brukats som skrivmaterial i skolor, kvitton och diverse klotter med mera.